# 샤를 구노
샤를프랑수아 구노(프랑스어: Charles-François Gounod, 1818년 6월 17일 ~ 1893년 10월 18일)는 프랑스의 작곡가이다. 그의 대표작은 오페라 《파우스트》, 《로미오와 줄리엣》이다.

## 일대기
구노는 파리에서 피아니스트인 어머니와 제도공인 아버지 사이에서 태어났다. 5세 때 아버지를 잃었다. 그의 어머니가 구노의 첫 번째 피아노 선생이었다. 어머니의 지도 밑에서 구노는 첫 번째로 그의 음악적 재능을 선보이게 되었다. 파리 음악원에 들어가서 작곡가인 알레비(Fromental Halévy)에게서 사사했다. 그는 1839년 그의 칸타타인 《페르디난드》(Ferdinand)로 로마 대상을 수상하였다. 구노는 그 결과로 이탈리아로 가서 작곡가, 팔레스트리나의 음악을 공부하게 되었다. 거기에서 옛 종교 음악을 연구하였으며, 독일·오스트리아를 거쳐 파리로 되돌아왔다. 처음에는 교회 음악에 뜻을 두었으나, 슈만·베를리오즈를 사귀고는 세속 음악으로 전향하여 가극을 시작하였다.
구노는 1851년 그의 첫 번째 오페라인 《사포》를 썼지만, 괴테의 극본을 기초로 한 《파우스트》(1859년)를 발표하기 전까지는 큰 성공을 거두지 못했다. 《파우스트》는 그의 대표작으로 남아있다. 셰익스피어의 연극을 기초로한, 낭만적이고 멜로디성이 강한 《로미오와 줄리엣》은 1867년에 초연되었으며, 이 역시 정기적으로 공연되고 음반이 녹음된다. 매력적이고 개인적인 성향이 강한 1864년의 《미레이유》는 전문가들에게 사랑받고 있다.
1870년부터 1875년까지 구노는 프로이센·프랑스 전쟁 중에 잉글랜드에 거주하면서, 현재 왕립 합창단(Royal Choral Society)이라 알려진 곳에서 첫 번째 지휘자가 되었다. 그 당시의 대부분의 구노의 음악은 자연히 성악이거나 합창이었다.
후기에 구노는 요한 제바스티안 바흐의 《평균율》 1권의 첫 번째 서곡을 기초로 《아베 마리아》같은 기독교 음악을 많이 작곡하였는데, 그의 작품은 심정의 깊이보다는 극적 효과에 차 있다. 구노는 사중주 현악을 위한 실내악에 헌선하였다.
구노는 1893년 프랑스의 생클루에서 사망하였다.
구노의 마리오네트의 장례 행렬(1873년)이 1950년대 미국의 TV프로그램인 '알프레도 히치콕 프레젠트'에서 사용되었다.

## 구노의 작품

### 오페라
- 사포, Sappho (1851)
- 핏빛의 수녀, La Nonne Sanglante (1854)
- 돌팔이 의사, Le Médecin malgré lui (1858)
- 파우스트, Faust (1859)
- 필레몽과 보시 Philémon et Baucis (1860)
- 비둘기 La Colombe (1860)
- 시바의 여왕, La Reine de Saba (1862)
- 미레이유, Mireille (1864)
- 로미오와 줄리엣, Roméo et Juliette (1867)
- 생 마르, Cinq-Mars (1877)
- 폴뤼윅트, Polyeucte (1878)
- 자모라의 공물, Le Tribut de Zamora (1881)

### 교향곡
- 교향곡 1번 라장조
- 교향곡 2번 내림마장조
- 교향곡 3번 다장조

### 협주곡
- 페달 피아노 협주곡 내림마장조
- 협주적 조곡
- 러시아 국가에 의한 환상곡
- 루마니아 무곡
- 플루트 소협주곡

### 오라토리오
- Tobie (c. 1866)
- Gallia (1871)
- Jésus sur le lac de Tibériade (1878)
- 부활, La Rédemption (1882) (버밍험 3주기년 음악 축제를 위해 의뢰된 음악으로, 그곳에서 초연됨)
- 그리스도는 진리이시다(라틴어:Christus factus est (1883)
- 죽음과 삶(라틴어:Mors et Vita,1884)

### 실내악
- 현악4중주 1번 다장조 CG.561 "소4중주 (Le petit quatuor)"
- 현악4중주 2번 가장조 CG.562
- 현악4중주 3번 바장조 CG.563
- 현악4중주 가단조 CG.564
- 현악4중주 4번 사장조 CG.565
- 바흐의 1번 전주곡에 의한 명상곡 (1852)
- 호른과 피아노를 위한 선율 (1840)
- 성 세실리아 찬가 CG.557 (1864)
- 소교향곡 내림마장조, Petite Symphonie